# Los Placebos
Los Placebos war eine 1994 gegründete Ska-Band aus dem Ruhrgebiet. Sie vermischte die ursprüngliche Ska-Musik mit Elementen aus Jazz, Pop, Punk und Soul und unternahm Konzertreisen durch Deutschland und das angrenzende europäische Ausland.
Nach dem Gewinn eines regionalen Musikwettbewerbes und der damit verbundenen Produktion einer Maxi-CD sowie der Veröffentlichung einer 7"-Vinyl-Single und Auftritten u. a. mit Laurel Aitken, Mr. Review und Dr. Ring-Ding nahm das Ska-Label Grover Records die Band 1998 unter Vertrag. Im gleichen Jahr erschien ihr Debütalbum Dispensor. Einige Sampler-Beiträge sowie eine weitere Maxi-CD, das zweite Album Respect Is Due und die EP Riddim 94 (beide auf dem Label Fire Torch Records erschienen) folgten in den anschließenden Jahren. Die Bandmitglieder sind Anhänger des MSV Duisburg und verfassten mehrere Stücke für den Verein, darunter die Filmmusik zur Dokumentation Meidericher Vizemeister.
Am 20. August 2022 verkündeten Los Placebos auf der Bühne des Fest der Vielen in Duisburg Ihre Auflösung mit diesem letzten Konzert.

## Diskografie
- 1995: Best of 0208 (EP, Look at Me)
- 1997: Ska Police (Single)[2]
- 1998: Dispensor (Elmo Records)
- 1999: Lambretta Ska (EP, Grover Records)
- 2004: Respect is Due (Fire Torch Records)
- 2005: Riddim 94 (EP, Fire Torch Records)
- 2015: Time for Action (Sunny Bastards Music)
- 2019: Rocksteady Rollercoaster (Sunny Bastards Music)